# 後潟站
後潟站 （日语：／ Ushirogata eki */?）是一由東日本旅客鐵道（JR東日本）所管理的鐵路車站，位於日本青森縣青森市。平日只提供九班普通列車服務，包括一班直通三廐站的班次。

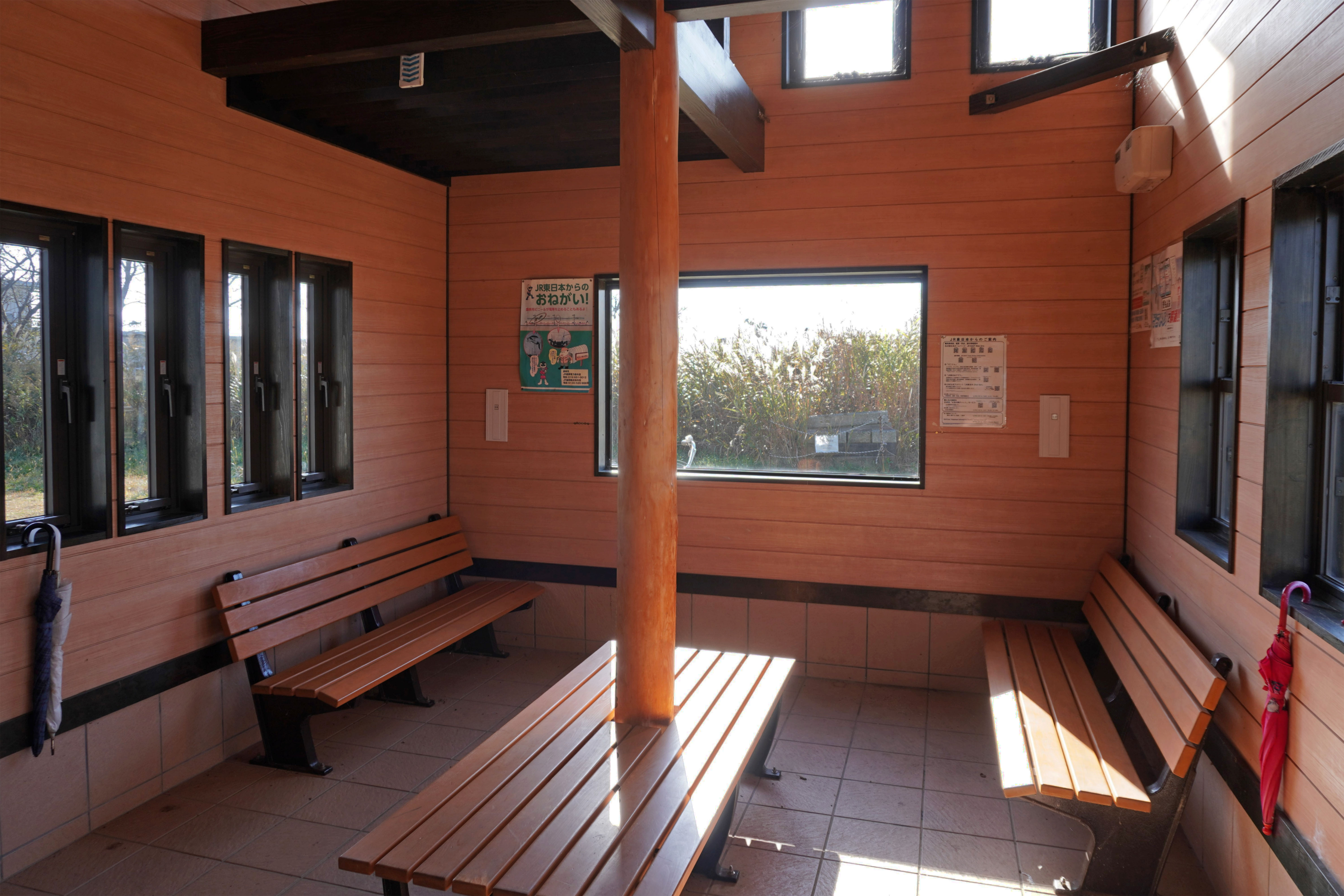
車站內部（2023年10月）

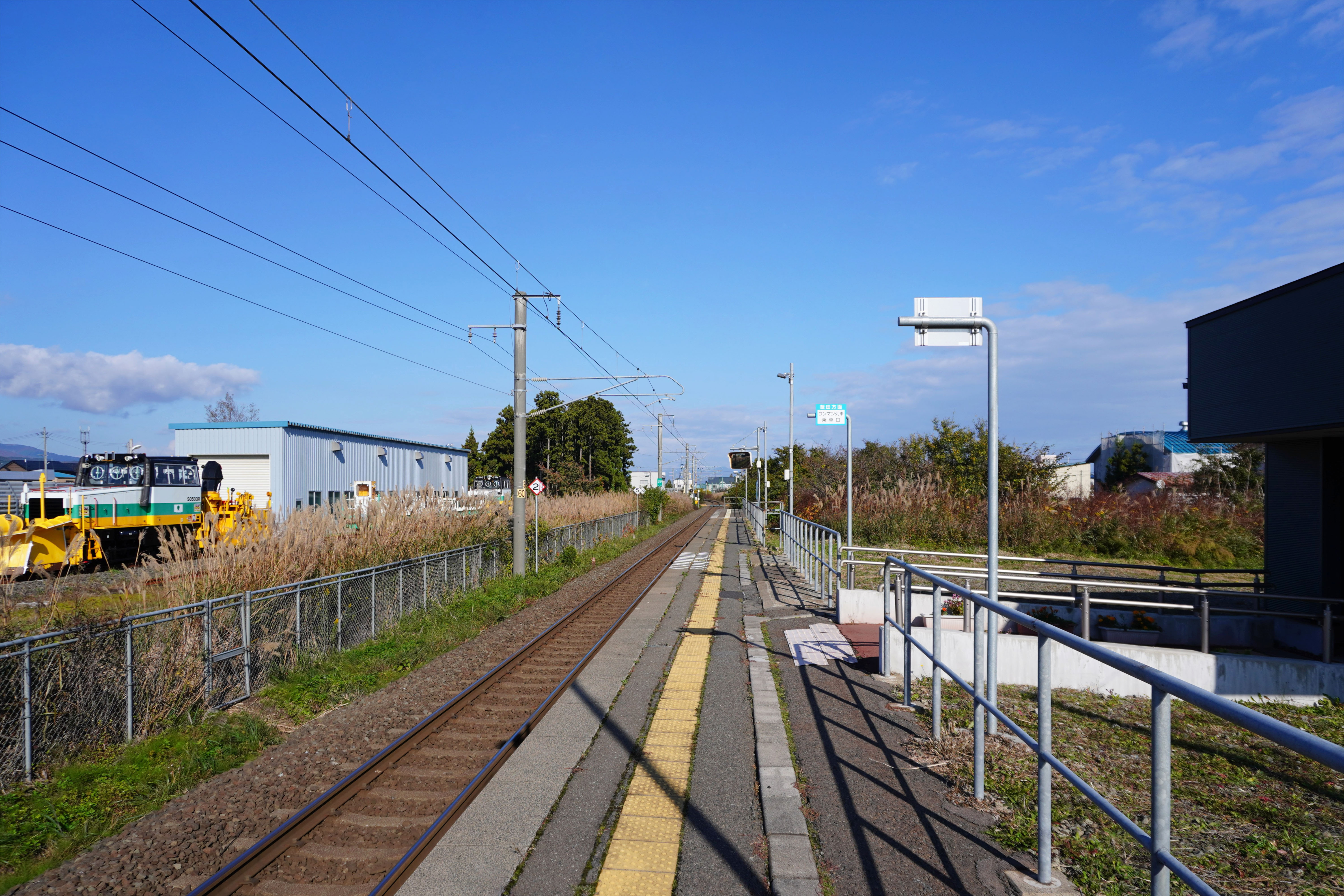
月台（2023年10月）

## 車站結構

### 站房
現時為第二代站舍，屬簡易車站模式，單層建築，於2013年3月建成，站舍中間為自由通道，左側為候車室，右側為洗手間。
第一代站舍為單層木製建築，外貌與同時期開業的車站相約，設有站務室及候車大堂。1983年無人化後，委託當地的農業協同組合 (日本)負責售票等服務，直至2009年正式無人化。及後售票窗口被木板所圍封，直至拆卸為止。

### 月台
開站初期，本站設有交換設施，有靠近站舍的側式月台及島式月台各1個，然而，側式月台和島式月台內側乃共用同一條線路，因此屬2面2線的配置，業務委托化後，近站舍的路軌被拆去，並將改札口與島式月台之間加建橫過用的水泥板。然而，海峽線通車後，為提昇列車速度，將路軌改回至近站舍一邊，而外側路軌則被截斷，改為保線用路軌。現時本站不能作列車交換，列車靠站時，下行往蟹田方向為右側上落；上行往青森方向則為左側上落。
| 路線    | 方向 | 前往           |
| ------- | ---- | -------------- |
| ■津輕線 | 上行 | 青森方向       |
| ■津輕線 | 下行 | 蟹田、三廐方向 |

## 歷史
- 1951年12月5日：開業。
- 1958年10月21日：取消貨物提取服務，只保留手提貨物。
- 1968年10月21日：貨物提取服務完全取消。
- 1970年4月1日：業務委託化，交由日本交通觀光社（日语：ジェイアールバステック）負責
- 1983年3月10日：業務委託化，改由農業協同組合負責。
- 1987年4月1日：國鐵分割民營化，車站改由JR東日本管理。
- 2009年9月1日：業務委託化停止，完全無人站。
- 2013年3月：第二代簡易站舍竣工使用。

## 相鄰車站
東日本旅客鐵道
■津輕線
左堰－後潟－中澤

## 圖片集

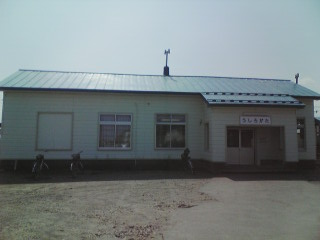
舊站房（2007年6月）
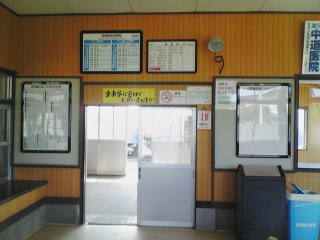
舊站房內的驗票口付近(2007年6月)
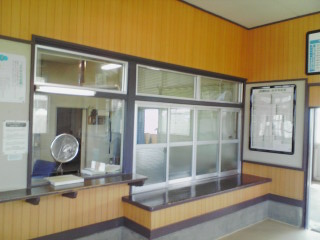
原站務室，簡易委託化時的售票窗口(2007年6月)

## 外部連結
- 後潟站（JR東日本） （页面存档备份，存于）（日語）